# 10348 Poelchau
A 10348 Poelchau (ideiglenes jelöléssel 1992 HL4) a Naprendszer kisbolygóövében található aszteroida. Freimut Börngen fedezte fel 1992. április 29-én.